# Call of Duty: Black Ops III
Call of Duty: Black Ops III — компьютерная игра в жанре научно-фантастического трёхмерного шутера от первого лица, двенадцатая во франшизе Call of Duty и третья в сюжетной подсерии Black Ops, начинавшейся как продолжение от кампании World at War; также последняя игра во франшизе, изданная на консолях седьмого поколения Xbox 360 и PlayStation 3. Разработанная в основной своей части студией Treyarch, Black Ops III была издана международной компанией Activision в ноябре 2015 года; ограниченные по функционалу версии игры для консолей седьмого поколения были разработаны студиями Beenox и Mercenary Technology.
Действие Call of Duty: Black Ops III происходит в 2065 году, спустя 40 лет после событий Black Ops II; тем не менее, Black Ops III не является прямым продолжением предшествующих игр, ограничиваясь лишь общей идеей и ссылками в рамках сеттинга. Одиночная кампания разработана c поддержкой возможности кооперативного прохождения, что позволило задействовать более широкий и открытый дизайн уровней. Помимо одиночной кампании и сетевого режима, Black Ops III имеет самостоятельный режим борьбы с зомби, вернувшийся из предыдущих частей, и новый режим «Кошмары», доступный после прохождения основной кампании.
Официально анонсированная в апреле 2015 года, Black Ops III стала первой игрой в серии, выпущенной после заключения Activision контракта с Sony Computer Entertainment о временной экслюзивности дополнительного материала. После выхода игра получила преимущественно положительные оценки профильной прессы; высокую оценку получили геймплей (в том числе режим борьбы с зомби) и качество контента; в то же время критике подверглись сюжет и недостаток инноваций. Как и ранее во франшизе, Black Ops III получила огромный коммерческий успех, став самой продаваемой ритейловой игрой в США по итогам 2015 года и одним из самых успешных релизов в истории восьмого поколения игровых систем.
8 марта 2018 года было анонсировано продолжение игры под названием Call of Duty: Black Ops 4.

## Игровой процесс

### Кампания
Одиночная кампания в Black Ops III поддерживает возможность кооперативного прохождения; одновременно в прохождении могут участвовать четыре игрока. Как и ранее в Black Ops II, игрок перед началом миссии может настроить снаряжение; более того, он может выбрать пол своего персонажа и настроить его внешние черты. Также, игра будет обладать уровнем сложности «Realistic», где игрока или врага могут убить с одного выстрела. По прохождении кампании игрок получает доступ к режиму «Кошмары», в котором игроки могут заново пройти всю кампанию, но уже с новым нарративом и заменой большинства противников на зомби.

### Мультиплеер
В сетевом режиме Black Ops III была введена новая система передвижения на основе реактивного ускорителя, с помощью которого игроки могут бегать по стенам, разгоняться в воздухе и скользить по поверхностям, сохраняя при этом полный контроль над стрельбой. В дополнение к ранее существовавшей системе Pick 10 появилась система специалистов — уникальных солдат со своей внешностью и способностями; всего их девять, каждый — с несколькими вариациями. Также увеличена степень кастомизации; новая система Gunsmith позволяет игрокам изменять и модифицировать вооружение, делая его ещё более индивидуальным, чем в предыдущих играх, а сопутствующая функция Paintshop — добавлять собственные раскраски для вооружения.

### Зомби-режим
Зомби-режим в Black Ops III подвергся обновлению, включив в себя новую систему получения опыта, позволяющую игрокам разблокировать предметы, как это возможно в режимах кампании и сетевой игры. В числе разблокируемых предметов: так называемые габблгамы (англ. Gobblegums) — перки в виде жевательных конфет, дающих игрокам временные бонусы при использовании, и оружейные наборы (англ. weapon kits), позволяющие настроить внешний вид того или иного вооружения.

## Сюжет

### Одиночная кампания

#### Сеттинг
После событий «Cordis Die», представленных в Black Ops II, страны мира в страхе перед подобным терактом со взломом армейской техники разработали новую систему ПВО DEAD (акроним от англ. Directed Energy Air Defense; в русской локализованной версии — «НЭВО» — «направленная энерго-воздушная оборона»), с вводом которой авиация становится практически бесполезной; соответственно, все бои происходят на земле. Военная технология прогрессировала до пункта, где роботы играют главную роль в бою, также были развиты и суперсолдаты, чтобы сражаться на поле битвы.
В 2025 году из-за продолжительного экономического кризиса происходит распад Европейского Союза, а в 2028 году распадается блок НАТО. Этим пользуется Россия и распространяет своё экономическое и политическое влияние на Европу. В 2036 году Россия формирует военно-политический альянс — Общий оборонный договор (ООД). В ответ на это США совместно с Китаем образуют Союз Уинслоу. Между двумя блоками начинается новая холодная война.
К 2055 году начала набирать популярность кибернетизация человека — операция по замене конечностей или органов на киберпротезы. После теракта в Цюрихе произошедшего 12 декабря 2054 года, подстроенного радикальными движениями против кибернетизации, компания Coalescence Corporation (в русской локализованной версии — корпорация «Единство») выдвинула проект по введению в эксплуатацию прямого нейронного интерфейса (англ. Direct Neural Interface; сокращённо ПНИ и DNI, соответственно) — устройства, позволяющего поднять контроль человеческого разума над машинами на новый уровень. Однако, из-за направленности новейших разработок для военных целей, проект по созданию ПНИ засекречен ЦРУ и вёлся в нескольких тайных НИИ «Единства» в разных странах. Ситуация в мире накаляется, когда офис корпорации в Сингапуре взрывается, спровоцировав гибель трёхсот тысяч человек с последующим превращением нескольких районов Сингапура в карантинную зону.
Так же в 2050-х годах страны Восточной Африки, объединённые в рамках Нильской коалиции, начинают возведение на Ниле ряда дамб с целью улучшения снабжения водой стран-участниц. Это приводит к снижению количества воды и политической дестабилизации в Египте, в итоге чего он, при поддержке Союза Уинслоу, в 2058 году объявляет войну странам Нильской коалиции с целью уничтожения дамб. Спустя 4 года, благодаря поддержки ООД, Нильская коалиция переламывает ход войны в свою пользу и к 2065 году практически полностью оккупирует территорию Египта, а его столица Каир находится в перманентной осаде.

#### События основного сюжета
27 октября 2065 года солдат №25954 (далее по тексту — просто Игрок), агент «Союза Уинслоу» — экспериментального подразделения ЦРУ — вместе со своим товарищем Джейкобом Хендриксом проникают на базу Нильской коалиции в Эфиопии с целью освобождения из плена премьер-министра Египта Кадара Саида, а по пути они спасают лейтенанта Халиля; им в этом помогает командир Джон Тейлор со своим отрядом кибернетически улучшенных солдат. Хотя миссия увенчалась успехом, Игрок был серьёзно ранен, что потребовало для его спасения установки кибернетических имплантатов; вслед за своим товарищем на аналогичную операцию решается пойти Хендрикс. Параллельно с этим Игрок получает ПНИ и обучается его использованию посредством виртуального тренинга от Тейлора и членов его команды: Себастьяна Диаза, Сары Холл и Питера Маретти.
Спустя пять лет Игрок и Хендрикс действуют под началом агента ЦРУ Рэйчел Кейн; по линии последней они направляются в Сингапур для расследования инцидента в секретной тюрьме ЦРУ. На месте Игрок и Хендрикс сталкиваются с «54 Бессмертными» — крупнейшей преступной группировкой города, после чего обнаруживают пропажу данных. Исходя из этого Кейн заключает, что Тейлор и его команда предали и убили весь персонал тюрьмы. Перед тем, как отправиться в офис «Единства», роботы «Союза Уинслоу» убивают Дэнни Ли, сообщника «Бессмертных» и Го Мина, одного из лидера «Бессмертных». По ходу расследования трио отправляется в офис «Единства» в Сингапуре, разрушенный десятью годами ранее после техногенной катастрофы, унёсшей жизни примерно 300 тысяч человек. Там Игрок и Хендрикс обнаруживают тайную лабораторию ЦРУ, в которой они находят Диаза, подключившегося к нейросети роботов, выкачивая с её помощью в Интернет секретные данные ЦРУ; Игрок и Хендрикс вынуждены убить Диаза, обезумевшего в ходе процесса. Взаимодействуя с ПНИ Диаза, Хендрикс обнаруживает, что Тейлор пытается найти двух выживших после инцидента: главу «Единства» Себастьяна Крюгера и доктора Юсефа Салима. В то же время Тейлор использует полученную информацию, чтобы выдать расположение всех известных убежищ ЦРУ по всему миру и позволить «Бессмертным» захватить Кейн в плен. Несмотря на недоверие Хендрикса в адрес Кейн, Игрок отказывается бросить последнюю; вопреки приказам Кейн, он прорывается к убежищу и вместе с Хендриксом спасает её, убив лидера «Бессмертных» Го Сюлань.
Позднее трио направляется в Каир, где они встречают лейтенанта Халиля, который передаёт им доктора Салима. Последний раскрывает своё участие в экспериментах ЦРУ над людьми; в их рамках испытуемым — в особенности эмоционально нестабильным — через ПНИ внушалась иллюзия в виде зимнего леса, что требовалось для их успокоения. Допрос прерывается атакой нильцев, и герои вынуждены помочь египетской армии в её отражении. Это позволяет отряду Тейлора выкрасть доктора. Тейлор допрашивает и убивает Салима. Поддерживаемые силами египетской армии во главе с лейтенантом Халилем, Игрок, Хендрикс и Кейн преследуют Тейлора и убивают сначала Холл в Кебхуте, потом в коллекторах Маретти: Холл убивает Игрок, подключившись к её ПНИ, а Маретти Игрок сбрасывает на арматуру.
Изучая ПНИ Холл, Игрок узнаёт, что Тейлор и его команда были заражены так называемым «Корвусом» — вирусной программой, порождённой коллективным разумом испытуемых во время эксперимента в Сингапуре. Под влиянием «Корвуса» заражённые становились одержимы желанием найти создателей проекта и выяснить что такое зимний лес. Игрок понимает, что вместе с Хендриксом также заражён «Корвусом» после контакта с ПНИ Холл и Диаза, соответственно. Далее в поисках Тейлора Игрок и Хендрикс пробираются в захваченный нильцами район города, где Халиль организовывает восстание, в ходе которого он сам попадает в плен; там Тейлор перебарывает в себе влияние «Корвуса» и вырывает ПНИ, чтобы не дать себе убить Игрока, но оказывается убит заражённым и сошедшим с ума к тому времени Хендриксом. Последний направляется в Цюрих с целью найти и допросить Крюгера; туда же вслед за ним направляются Игрок и Кейн.
В Цюрихе Хендрикс устраивает сбой в системе роботов из-за чего в городе происходит хаос. Игрок и Кейн прорываются через роботов к штаб-квартире «Единства». Там паре становится известно, что Корвус сделал возможным взрыв в Сингапуре благодаря газу «Нова-6» (химическое оружие, разработанное немецким учёным Штайнером во время событий первой части Black Ops). Кейн пытается сдержать распространение газа, но погибает от его действия на глазах Игрока, попав в устроенную «Корвусом» ловушку. Продолжая преследование, последний находит Хендрикса, удерживающего Крюгера в заложниках; в конце концов Хендрикс убивает Крюгера, а Игрок, в свою очередь, убивает Хендрикса.
Далее же Игрок пытается покончить с собой в надежде остановить «Корвуса», но вместо этого оказывается в симуляции зимнего леса. Там он обнаруживает «Корвуса» и Крюгера, выясняется что главной мотивацией «Корвуса» было желание выяснить правду о своём создании и цели своего существования у создателя, Крюгер насмехается над ним и отвечает, что он — всего лишь ошибка программного кода, «Корвус», разъярённый таким ответом, убивает Крюгера. После Игрок воссоединяется с Тейлором (возникшим как глюк в программе «Корвуса»), который объясняет, что единственный способ победить «Корвуса» — произвести очистку ПНИ от предшествующей информации. Несмотря на сопротивление «Корвуса», Игроку при поддержке Тейлора удаётся инициировать очистку, пожертвовав собой ради уничтожения вируса; выйдя из штаб-квартиры «Единства», Игрока встречают силы безопасности Цюриха. В момент, когда офицер последних спрашивает у Игрока имя, тот отвечает от имени Тейлора.
Из докладов Тейлора, сопровождающих ход миссий, становится известно, что в действительности Игрок умер от осложнений во время операции по внедрению ПНИ, и всё, что «происходило» с ним впоследствии, было симуляцией, воспроизводившей погоню Тейлора и Хендрикса за их бывшими товарищами по «Союзу Уинслоу». Всё это время сознание Игрока существовало в разуме Тейлора и взяло под контроль тело последнего после его «смерти» в симуляции; в момент очистки ПНИ Тейлор вновь обрёл над собой контроль.

#### Сюжет кампании «Кошмары»
Кампания начинается на том, что просыпающийся Игрок узнаёт от доктора Салима, что он мёртв и должен восстановить свои воспоминания. Игрок говорит Салиму, что он был послан расследовать исчезновение команды Тейлора. При исследовании Игрок и Хендрикс обнаруживают, что команда Тейлора использовала свои ПНИ, чтобы отключить защиту карантинных зон по всей планете. Объединившись с Рэйчел Кейн, Игрок и Хендрикс в поисках Тейлора вылетают из Сингапура в Египет и в конце концов были вынуждены убить всю команду. Тем не менее, Хендрикс оказывается заражён тем же самым вирусом, что ранее свёл Тейлора и его товарищей с ума, и направляется в Цюрих. Игрок же обнаруживает, что доктор Салим является воплощением Деймоса — полубога, ответственного за распространение вируса, превращающего людей в нежить; он же проник в разум Игрока, когда тот вошёл в контакт с ПНИ Холл, и пытается манипулировать им, чтобы открыть портал в Малус — своё родное измерение. Игрок затем входит в контакт с другим полубогом — Долос, которая с пониманием относится к человечеству и стремится убить Деймоса — своего брата. Долос переносит Игрока и Деймоса в Малус, где Деймос уязвим. Ведомый Долос, Игрок убивает Деймоса, положив таким образом конец чуме, но оказывается в плену его измерения. Долос затем объясняет Игроку свой истинный план — уничтожать всех, кто может бросить ей вызов; Игрок соглашается помогать ей в этом.

### Режим борьбы с зомби

#### Сеттинг
Как и в предыдущих Black Ops и Black Ops II, сюжет кампании в режиме борьбы с зомби рассказывается в эпизодическом формате; при выходе была доступна только одна карта — «Shadows of Evil», служащая прологом к основному действию; остальные карты стали доступны в качестве загружаемого контента. «Shadows of Evil» включает в себя новую группу персонажей — Неро Блэкстоуна, Джессики Роуз, Джека Винсента и Флойда Кэмпбелла — жителей вымышленного города Морг-Сити, ведомых таинственной сущностью Шэдоуменом в извращённой реальности, в которой город захвачен зомби; по описанию разработчиков, новые персонажи — «проблемные люди с долгим и постыдным опытом прошлых прегрешений».
Сюжет основной кампании этого режима, отталкивающийся от событий из карты «Origins» из Black Ops II, фокусируется на персонажах последней: «Танке» Демпси, Николае Белинском, Такео Масаки и Эдварде Рихтофене, пытающихся предотвратить в альтернативных измерениях события, ранее произошедшие в исходной временной линии. Действие пяти миссий, составляющих кампанию — «The Giant», «Der Eisendrache», «Zetsubou No Shima», «Gorod Krovi» и «Revelations» — разворачивается в различных измерениях.

#### Сюжет
После битвы с нашествием зомби, развернувшейся ранее на севере Франции, глава «Группы 935» доктор Людвиг Максис направляет доктора Эдварда Рихтофена на задание с целью узнать о возможности существования иных измерений. Получив древнюю книгу под названием «Кронориум», Рихтофен узнаёт из последней о Призывающем Ключе (англ. The Summoning Key) — могущественном артефакте, способном восстановить их мир к исходному состоянию, равно как и о Хранителях (англ. The Keepers) — древней расе, служащей стражами всех миров. По заданию Максиса Рихтофен должен найти альтернативные версии своих товарищей: капрала «Танка» Демпси, сержанта Николая Белинского и капитана Такео Масаки; также он [Рихтофен] должен убить альтернативную версию самого себя и забрать душу у последнего и остальных, используя силу Ключа, когда тот будет найден. Рихтофен начинает своё путешествие с 63-го измерения и попадает там в Морг-Сити, где Апотиконы — бывшие Хранители, совращённые и мутированные тёмной энергией эфира — манипулировали четырьмя людьми: танцовщицей Джессикой Роуз, продажным полицейским Джеком Винсентом, неудачливым боксёром Флойдом Кэмпбеллом и бывшим фокусником Неро Блэкстоуном. Ведомые одним из Апотиконов — Шэдоуменом, четвёрка, используя Призывающий ключ, открывает портал под городом, освободив оттуда древнего зверя — помощника Апотиконов. При помощи Хранителей четвёрке удаётся заманить Шэдоумена внутрь Ключа и изгнать зверя из своего измерения; однако явившийся в это время из портала Рихтофен забирает Ключ и покидает четвёрку, поблагодарив их за старания.
Демпси, Николай и Такео, следившие за Рихтофеном в течение двух предшествующих лет, узнают о его перемещениях и пускаются в погоню за ним через различные измерения. В изменённом варианте своей временной ветки они прибывают на фабрику «Der Riese» после того, как доктор Максис и его дочь Саманта были телепортированы «альтернативным» Рихтофеном. Последнего Демпси, Николай и Такео пытаются убедить помочь найти и пробудить их альтер эго в других мирах; их разговор обрывает явившийся из телепортатора «оригинальный» Рихтофен, убивающий своё альтер эго. Вместе команда отражает наступление зомби и обнаруживает на себе действие таинственного элемента-115; личностные черты и воспоминания их исходных инкарнаций начинают проявляться в них самих. Им удаётся активировать маячок и связаться через него с доктором Максисом в другом измерении.

## Дополнения
Black Ops III стала первой игрой в серии, выпущенной после заключения Activision контракта с Sony Computer Entertainment о временной экслюзивности дополнений.
| Название           | Дата                                                                                 |
| ------------------ | ------------------------------------------------------------------------------------ |
| Awakening          | 02.02.2016 (PS4), 03.03.2016 (Xbox One, PC), 05.04.2016 (PS3), 05.05.2016 (Xbox 360) |
| Eclipse            | 19.04.2016 (PS4), 19.05.2016 (Xbox One, PC)                                          |
| Descent            | 12.07.2016 (PS4), 11.08.2016 (Xbox One, PC)                                          |
| Salvation          | 06.09.2016 (PS4), 06.10.2016 (Xbox One, PC)                                          |
| Zombies Chronicles | 16.05.2017 (PS4), 15.06.2017 (Xbox One, PC)                                          |
| Back in Black Maps | 11.06.2018 (PS4)                                                                     |

## Реакция
| Сводный рейтинг       | Сводный рейтинг                           |
| Агрегатор             | Оценка                                    |
| --------------------- | ----------------------------------------- |
| GameRankings          | 83,23 % (PS4) 79,50 % (XONE) 73,12 % (PC) |
| Metacritic            | (XONE) 83/100 (PS4) 81/100 (PC) 78/100    |
| Иноязычные издания    |                                           |
| Издание               | Оценка                                    |
| Destructoid           | 8,5/10                                    |
| EGM                   | 9,5/10                                    |
| GameSpot              | 7/10                                      |
| GamesRadar+           | 9/10                                      |
| IGN                   | 9,2/10                                    |
| Polygon               | 7/10                                      |
| Русскоязычные издания |                                           |
| Издание               | Оценка                                    |
| 3DNews                | 8/10                                      |
| «IGN Россия»          | 5,5/10                                    |
| PlayGround.ru         | 7,5/10                                    |
| StopGame.ru           | проходняк (2/4)                           |
| «Игромания»           | 6/10                                      |
| «Игры Mail.ru»        | 6/10                                      |
| «Канобу»              | 6,5/10                                    |
| Gmbox.ru              | 7/10                                      |
| Gameguru              | 6,5/10                                    |

| Игра               | GameRankings |
| ------------------ | ------------ |
| Awakening          | 80,36 %      |
| Zombies Chronicles | 79,30 %      |

Call of Duty: Black Ops III получила преимущественно позитивные отклики в англоязычной прессе. GameSpot поставил игре 7 баллов из 10, отмечая, что игра вносит свой вклад в поддержку текущего статус-кво франшизы, «продолжающей свой неумолимый, хотя и замедляющийся, марш». IGN поставили игре оценку в 9,2 баллов из 10, отмечая, что с «весёлым кооперативом на четверых, новыми способностями и обновлённым зомби-режимом» Black Ops III является «самой большой Call of Duty». Отзывы в русскоязычной прессе по сравнению с англоязычной были более сдержанными; основной акцент делался на недостаток значительных инноваций; также резкой критике подвергнуто качество официальной локализации игры.

### Продажи
Продажи Black Ops III шли «существенно» лучше по сравнению с предшествующими Advanced Warfare и Ghosts.; в первые три дня продаж игра заработала 550 миллионов долларов. В Великобритании Black Ops III стала самой продаваемой игрой, обойдя на этой позиции Halo 5: Guardians. Впоследствии игра стала самой продаваемой сначала по итогам ноября 2015 года, а затем и по итогам всего остального года. По сообщениям Activision, Black Ops III стала одной из самых продаваемых игр для консолей восьмого поколения.
Летом 2018 года, благодаря уязвимости в защите Steam Web API, стало известно, что точное количество пользователей сервиса Steam, которые играли в игру хотя бы один раз, составляет 3 021 623 человека.

### Номинации
| Премия               | Категория            | Результат | Прим.  |
| -------------------- | -------------------- | --------- | ------ |
| The Game Awards 2015 | «Лучший шутер»       | Номинация | [ 45 ] |
| The Game Awards 2015 | «Лучший мультиплеер» | Номинация | [ 45 ] |